# Богословское сельское поселение (Новгородская область)
Богословское се́льское поселе́ние — муниципальное образование в Пестовском районе Новгородской области Российской Федерации.
Административный центр — деревня Богослово. В состав Богословского сельского поселения входят – 54 населенных пунктов.

## География
Богословское сельское поселение входит в состав Пестовского муниципального района.
Географическая площадь территории поселения составляет — 39566 га. Располагается на северо-западной части Пестовского района. Граница муниципального образования поселения проходит:

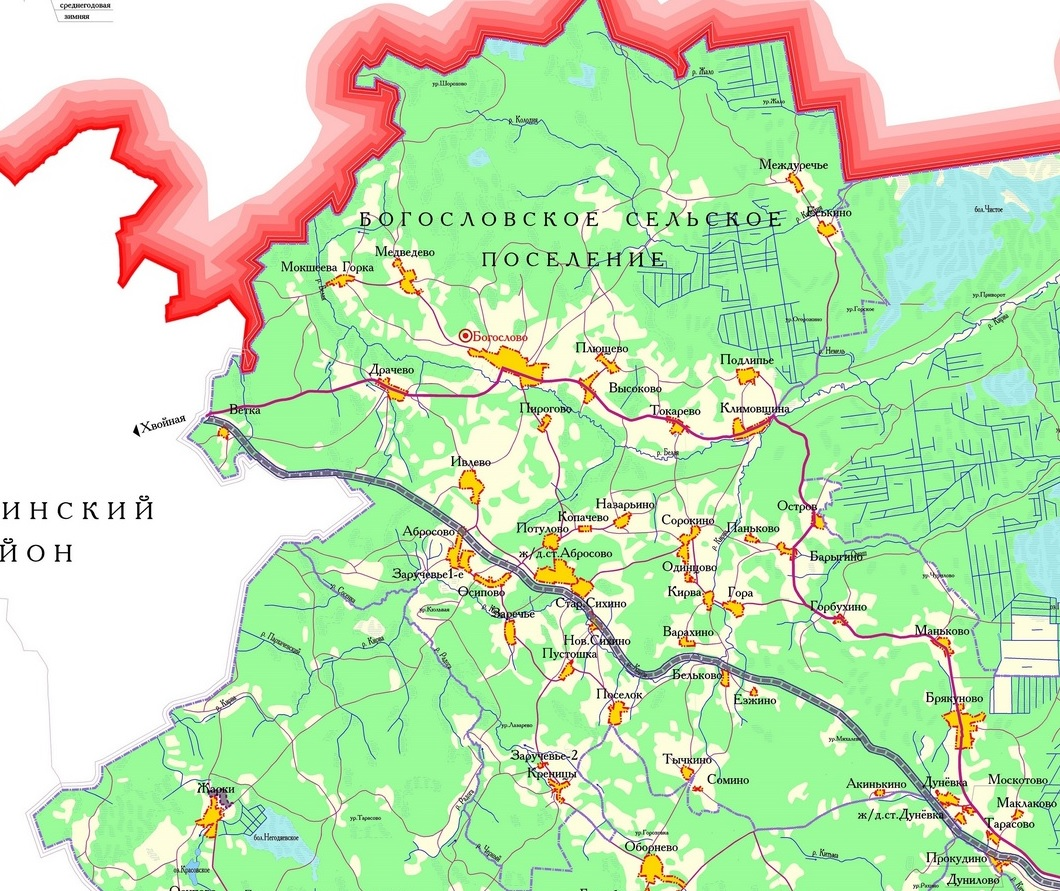
Богословское сельское поселение на карте

- на севере — от автомобильной дороги Медведево - Чикусово по административно-территориальной границе Вологодской области до реки Колодня;
- на востоке — от русла реки Колодня по границе кварталов 29,43,49,64,63 Ленинского лесничества ФГУ «Пестовский лесхоз», по оси автомобильной дороги Междуречье - Климовщина, по оси грунтовой дороги Климовщина — Остров, по границе кварталов 77,78, 101,120, 121,125,137 Ленинского лесничества ФГУ «Пестовский лесхоз», по границе кварталов 9, 22,23, 24,25,26,27 Дмитровского лесничества ФГУ «Пестовский лесхоз» по руслу реки Вотроса, по оси грунтовой дороги Пестово-Вотроса, по оси автомобильной дороги Пестово-Бугры до реки Китьма;
- на юге — от автомобильной дороги Пестово-Бугры по руслу реки Китьма, по безымянному ручью, по оси автомобильной дороги Дуневка-Беззубцево, по границе кварталов 93, 92, 86 Абросовского лесничества ФГУ «Пестовский лесхоз», по оси грунтовой дороги Поселок - Креницы, по безымянному ручью, по оси автомобильной дороги Оборонево — Креницы, по границе кварталов 92,95,100 Абросовского лесничества ФГУ «Пестовский лесхоз» до границы квартала 150 Пестовского лесничества ФГУ «Пестовский лесхоз»;
- на западе — от границы квартала 100 Абросовского лесничества ФГУ «Пестовский лесхоз», по границе квартала 150 Пестовского лесничества ФГУ «Пестовский лесхоз», по ручью Чёрный, по руслам рек Радога, Сосенка, по административно-территориальной границе Хвойнинского района, по административно-территориальной границе Вологодской области до полевой дороги Медведево -Чикусово.

Статус и границы сельского поселения установлены Законом Новгородской области от 11 ноября 2005 года № 559-ОЗ «Об административно-территориальном устройстве Новгородской области».
По территории сельского поселения протекают ряд рек, крупнейшие из них: Кирва и Белая.

## История
Поселение создано путём объединения территории трёх сельских администраций: Богословской, Абросовской, Брякуновской.

## Население
| 2007  | 2008  | 2009  | 2010  | 2011  | 2012  | 2013  |
| ----- | ----- | ----- | ----- | ----- | ----- | ----- |
| 1576  | ↘1520 | ↘1448 | ↘1207 | ↗1376 | ↘1151 | ↘1107 |
| 2014  | 2015  | 2016  | 2017  | 2021  |       |       |
| ↘1099 | ↘1094 | ↘1084 | ↘1058 | ↘945  |       |       |

## Состав сельского поселения
| №  | Населённый пункт | Тип населённого пункта          | Население |
| -- | ---------------- | ------------------------------- | --------- |
| 1  | Абросово         | деревня                         | ↘43       |
| 2  | Абросово         | железнодорожная станция         | ↘136      |
| 3  | Акинькино        | деревня                         | →1        |
| 4  | Барыгино         | деревня                         | ↘7        |
| 5  | Бельково         | деревня                         | ↘3        |
| 6  | Богослово        | деревня, административный центр | ↘235      |
| 7  | Брякуново        | деревня                         | ↘279      |
| 8  | Варахино         | деревня                         | ↗9        |
| 9  | Ветка            | деревня                         | →0        |
| 10 | Высоково         | деревня                         | ↘11       |
| 11 | Гора             | деревня                         | ↘6        |
| 12 | Горбухино        | деревня                         | ↗2        |
| 13 | Дмитровское      | деревня                         | ↗3        |
| 14 | Дмитровское      | посёлок                         | ↗17       |
| 15 | Драчёво          | деревня                         | ↘7        |
| 16 | Дунёвка          | деревня                         | ↘13       |
| 17 | Дунёвка          | железнодорожная станция         | →12       |
| 18 | Дунилово         | деревня                         | ↘20       |
| 19 | Езжино           | деревня                         | →0        |
| 20 | Еськино          | деревня                         | ↘7        |
| 21 | Заречье          | деревня                         | ↗7        |
| 22 | Заручевье-1      | деревня                         | →8        |
| 23 | Заручевье-2      | деревня                         | ↘0        |
| 24 | Ивлево           | деревня                         | ↘10       |
| 25 | Кирва            | деревня                         | ↗17       |
| 26 | Климовщина       | деревня                         | ↘31       |
| 27 | Копачёво         | деревня                         | ↗19       |
| 28 | Креницы          | деревня                         | ↘1        |
| 29 | Маклаково        | деревня                         | ↘0        |
| 30 | Маньково         | деревня                         | ↘11       |
| 31 | Медведево        | деревня                         | ↗13       |
| 32 | Междуречье       | деревня                         | ↘3        |
| 33 | Мокшеева Горка   | деревня                         | ↘6        |
| 34 | Москотово        | деревня                         | ↗21       |
| 35 | Назарьино        | деревня                         | ↘14       |
| 36 | Новое Сихино     | деревня                         | ↗5        |
| 37 | Одинцово         | деревня                         | →3        |
| 38 | Осипово          | деревня                         | ↘48       |
| 39 | Остров           | деревня                         | ↗4        |
| 40 | Паньково         | деревня                         | ↘4        |
| 41 | Пирогово         | деревня                         | →0        |
| 42 | Плющёво          | деревня                         | ↘4        |
| 43 | Подлипье         | деревня                         | ↘10       |
| 44 | Посёлок          | деревня                         | 12        |
| 45 | Потулово         | деревня                         | ↘22       |
| 46 | Прокудино        | деревня                         | ↗21       |
| 47 | Пустошка         | деревня                         | ↗6        |
| 48 | Сомино           | деревня                         | ↗1        |
| 49 | Сорокино         | деревня                         | ↘16       |
| 50 | Старое Сихино    | деревня                         | ↗38       |
| 51 | Стинькино        | деревня                         | ↘19       |
| 52 | Тарасово         | деревня                         | ↘4        |
| 53 | Токарёво         | деревня                         | ↘17       |
| 54 | Тычкино          | деревня                         | ↘0        |

## Экономика
На территории сельского поселения расположены сельскохозяйственные предприятия: Колхоз «Путь Ленина» (больше не работает), ИП Веселова В. В. и Иванова С. В.; УВЛ «Абросовская ветлечебница»; восемь пилорам: две в посёлке при станции Абросово (пилорамы Смелова А. В. и Закатова С. А.), две в деревне Потулово (пилорамы Завьялова С. Н. и Лихачева В.), в деревне Брякуново — Шумилова А. Ю., в деревне Тарасово — Зверева А. Д., в деревне Богослово — Иванова А. В. и в деревне Медведево — пилорама ООО «Богослово» Оладушкина В. В.
Предприятия торговли — магазины Райпо: магазин № 36 в деревне Абросово, магазин № 64 в деревне Брякуново, магазин № 68 в деревне Богослово, магазин № 69 в деревне Абросово, магазин № 71 в деревне Кирва, магазин № 73 в деревне Заручевье, а также: магазин ООО «Славянка» ИП Головина Е. А. в посёлке при станции Абросово, магазин ИП Певцева С. А. в деревне Брякуново, магазин ООО «Тополёк» ИП Лепочкиной Е. В. в посёлке при станции Абросово, павильон ИП Цветковой В. А. в деревне Брякуново.

## Транспорт

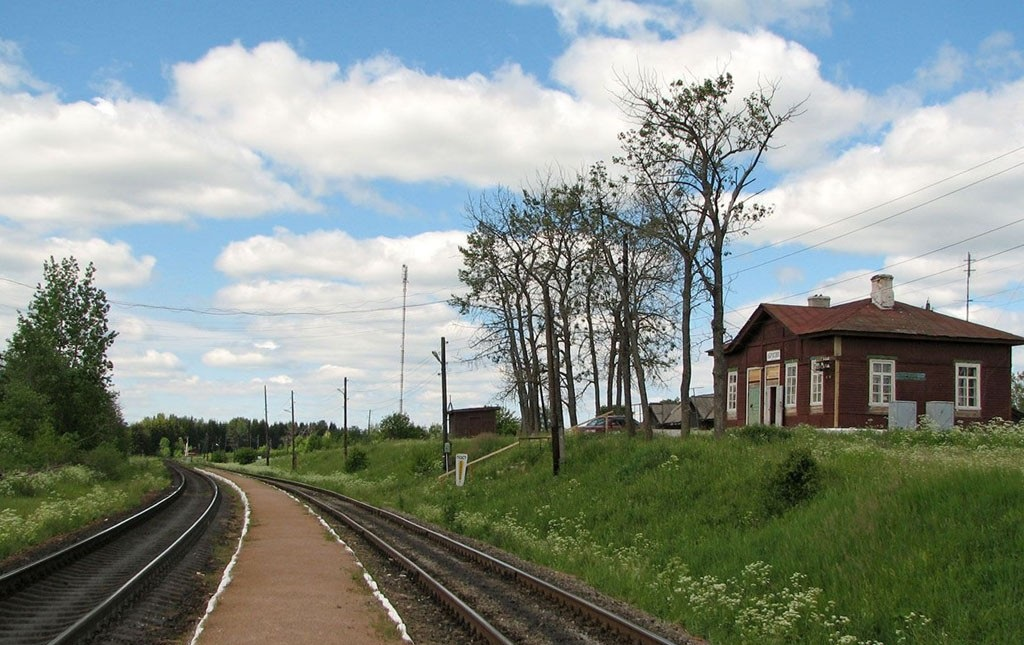
Станция Абросово

Путь линии Октябрьской железной дороги: Санкт-Петербург — Кириши — Неболчи — Теребутинец — Хвойная — Кабожа — Абросово — Пестово — Сонково — Москва (Москва-Савёловская). Поезд 610А/609В Санкт-Петербург — Сонково — Санкт-Петербург до станции Абросово. Электричка 6002/6008/6010 Великий Новгород — Пестово — Великий Новгород до станции Абросово.
Существует автобусное сообщение с административным центром района — городом Пестово. Реестр муниципальных маршрутов регулярных перевозок пассажиров и багажа автомобильным транспортом общего пользования по маршрутам регулярных перевозок на территории Пестовского муниципального района Новгородской области:
| № маршрута | Маршрут                                          | Дни осуществления перевозок                           | Наименование промежуточных остановочных пунктов по маршруту |
| ---------- | ------------------------------------------------ | ----------------------------------------------------- | --- |
| 102        | Пестово - Высоково                               | вторник на 3 неделе                                   | В прямом направлении: Пестово, Дмитровское, Тарасово, Москотово, Брякуново, Манькова, Горбухино, Поворот, Гора, д. Кирва, Одинцово, Сорокино, Абросово, Потулово, д. Богослово, Высокое В обратном направлении: Высокое, Богослово, Потулово, Абросово, Сорокино, Одинцово, Кирва, Гора, Поворот, Горбухино, Манькова, Брякуново, Москотово, Тарасово, Дмитровское, Пестово                             |
| 102П       | Высоково – Богослово - заезд в Еськино - Пестово | вторник на 3 неделе                                   | В прямом направлении: Климовщина 2, Остров, Барыгино, Поворот, Горбухино, Малышево, Брякуново, Москотово, Тарасово, Дмитровское, Пестово В обратном направлении: Дмитровское, Тарасово, Москотово, Брякуново, Малышево, Горбухино, Поворот, Барыгино, Остров, Климовщина 2 |
| 126        | Пестово – Абросово - Богослово                   | по понедельникам, средам, пятницам и 1 суббота месяца | В прямом направлении: Пестово, Дмитровское, Тарасово, Москотово, Брякуново, Манькова, Горбухино, Поворот, Барыгино, Остров, Климовщина, Токарево, Высокое, Богослово, Пирогово, Потулово, Абросово В обратном направлении: Абросово, Потулово, Пирогово, Богослово, Высокое, Токарево, Климовщина, Остров, Барыгино, Поворот, Горбухино, Манькова, Брякуново, Москотово, Тарасово, Дмитровское, Пестово |
| 126П       | Абросово – Пестово                               | по понедельникам, средам, пятницам и 1 суббота месяца | В прямом направлении: Абросово, Сорокино, Одинцово, Кирва, Гора, Поворот-2, Горбухино, Манькова, Брякуново, Москотово, Тарасово, Дмитровское, Пестово В обратном направлении: Дмитровское, Тарасово, Москотово, Брякуново, Манькова, Горбухино, Поворот-2, Гора, Одинцово, Сорокино, Абросово |

## Связь
В пяти населённых пунктах сельского поселения есть почтовые отделения ФГУП «Почта России»
1. в посёлке при станции Абросово, почтовый индекс — 174540;
2. в деревне Богослово, почтовый индекс — 174541 (больше не работает);
3. в деревне Брякуново, почтовый индекс — 174530 (больше не работает);
4. в деревне Гора, почтовый индекс — 174543 (больше не работает);
5. в деревне Климовщина, почтовый индекс — 174542 (больше не работает).

## Образование и культура
В деревнях Брякуново и Богослово есть муниципальные общеобразовательные учреждения — средние общеобразовательные школы, также в этих деревнях и деревне Абросово есть сельские библиотеки и дома культуры.

### Богословская сельская школа

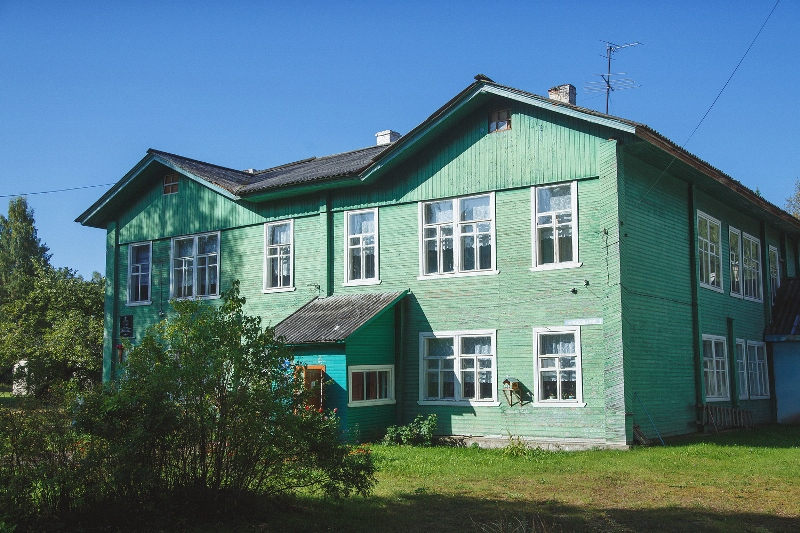
Богословская школа

Славная история Богословской школы началась в 1885 году, когда из усадьбы Знаменка в деревню Богослово на средства земства было перевезено одноэтажное здание, в котором открылась трёхклассная земская школа, обслуживающая детей из деревень, располагающихся в радиусе 12 вёрст (Медведево, Пирогово, Драчёво, Враги, Горка, Токарёво, Плющово, Высоково, Климовщина, Подлипье, Еськино, Заколоденье и других). В 1911 году заведующая Екатерина Смирнова подняла вопрос о необходимости постройки нового здания. Земство утвердило смету, и в 1912 году в километре от деревни Богослово, в живописном месте, началось строительство новой двухэтажной школы, закончившееся в 1914 году.

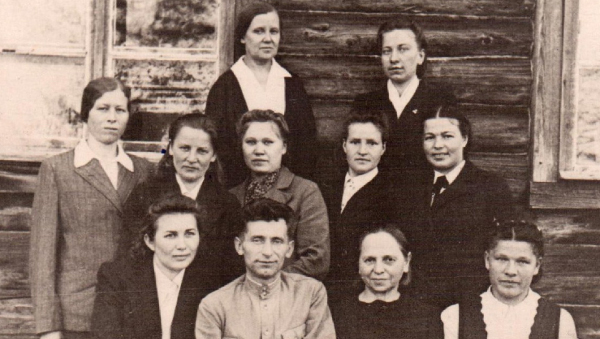
Фото из архива школы

С тех пор Богословская школа — культурно-образовательный центр сельского поселения — славится не только успехами учащихся и педагогов, но и добрыми традициями. Одна из них заключается в преемственности поколений: в образовательном учреждении работают его бывшие ученики, вернувшиеся в родные стены педагогами (5 учителей из 7).
До 1930 года школа была начальной, затем её реорганизовали в школу крестьянской молодежи, в 1933-м школа становится неполной средней, а в 60-е — средней школой. В 1936 году школе нарезают в вечное пользование земельный участок в 27 гектаров. Она приобретает коров, лошадей и развивает пришкольное хозяйство, организуются бесплатные завтраки для нуждающихся учащихся. В 1937 году школа приобретает пианино, патефон и устанавливает радио. В этом же году устраивают первую ёлку. Летом 1942 года здание школы занимает воинская часть, обслуживающая Богословский аэродром, самолёты с которого летают на Берлин, но к 1 сентября здание освобождают, чтобы школьники могли продолжить учёбу. Уходят на фронт и погибают в боях за Родину директор школы и её выпускники. 

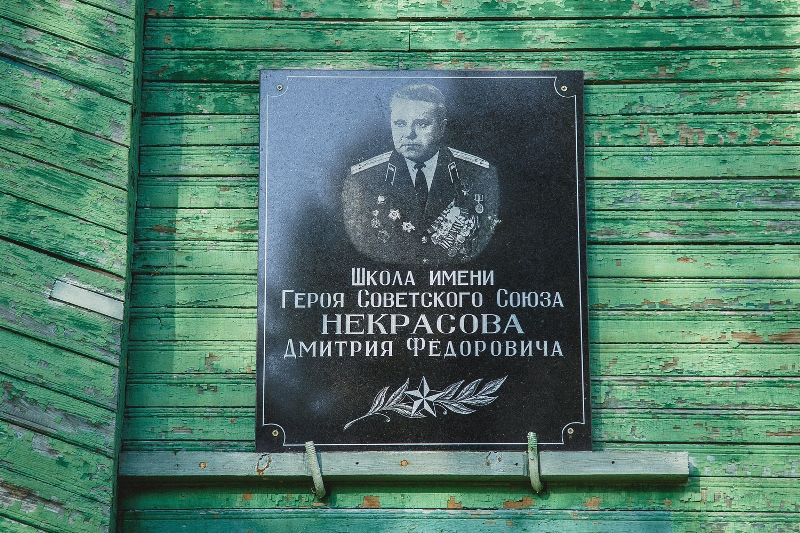
Памятная доска Некрасову Д.Ф.

В школе работают кружки, участники драмкружка 17 июня 1948 года на смотре художественной самодеятельности в Пестове получают премию — бюст Сталина. С 1946 года по 1968 год на пришкольной территории посажено 75 яблонь, 100 кустов чёрной смородины, 15 кустов сирени и акации, 3 грядки клубники. В 1987 году школьной учебно-производственной бригаде отправляют поздравительную телеграмму летчики-космонавты.
В 2000-х в школе появляется система водоснабжения и канализации, учебному заведению присвоено имя Героя Советского Союза Дмитрия Федоровича Некрасова, выпускника школы 1937 года, в 2008 году к ней присоединяют начальную школу-детский сад деревни Абросово и детский сад деревни Богослово, в 2014 году сюда же добавляется Брякуновский детский сад. Но несмотря на все эти прибавления свой столетний юбилей школа встречает с тридцатью учениками, а 105-й день рождения — уже с семнадцатью. Учеников привозят в школу из пяти близлежащих деревень. Отопление в учебных помещениях до сих пор печное, отапливается 18 печами. Одних дров требуется 200—250 кубов на год.

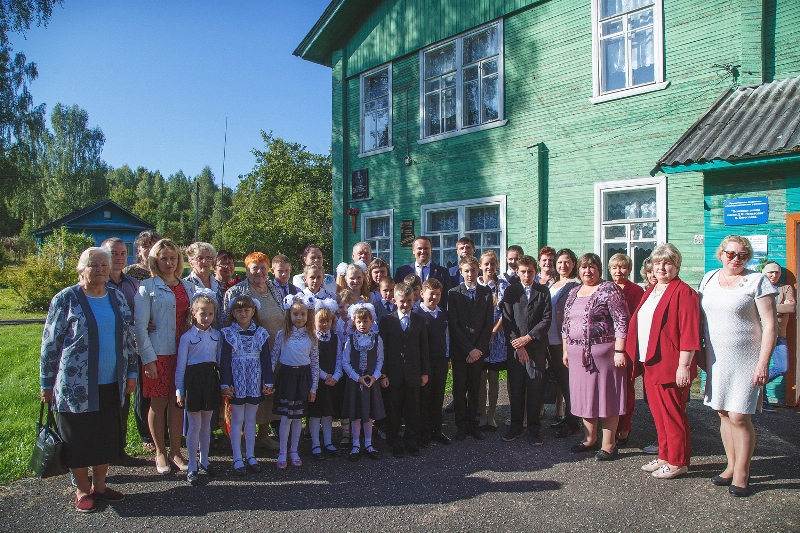
Приезд губернатора Новгородской области в Богословскую школу в 2019 году

Выдержка из газеты "Наша Жизнь" от 2 февраля 2019 года: «Богословским мальчишкам и девчонкам повезло — их учат и воспитывают преданные своему делу учителя, ветераны труда — «Отличник народного просвещения» Любовь Позднякова (педагогический стаж 38 лет), отмеченная Благодарственным письмом губернатора Новгородской области Наталья Молчанова (36 лет).  Более 20 лет сеют разумное, доброе, вечное отмеченные грамотами и Благодарственными письмами районной администрации Наталья Смолина, Наталья Лебедева, Галина Смолина, Михаил Синилов и Наталья Соколова, отдавшая школе десять лет. В канун юбилея невозможно не вспомнить о людях, которые учили детей, вкусно кормили, доставляли к месту учёбы, заботились о чистоте, топили печки — в их числе Антонина Лаптева, Мария Жуйкова, Валентина Лебедева, Лиля Белякова, Наталья Лепочкина, Николай Галухин, Валентина Бойцова, Мария Чернышова, Вячеслав Руденко, Валентина и Иван Ивановы, Анатолий Козырев, Екатерина Михайлова, Виктор Иванников, Надежда Чернышева, Лариса Матвеева, Галина Александрова, Владимир Поздняков, Валерий Толстов, Надежда Горбунова, Инна Соколова, Светлана Грозная и многие другие. Добрыми словами мы вспоминаем учителей-совместителей, которым приходилось вставать в 5 утра, чтобы успеть на автобус, — Анну Вересову, Ольгу Девяткину, Светлану Тамазову, Галину Арсеньеву, Татьяну Веселову, Оксану Тимофееву, Марину Шевцову, Ольгу Бабаеву, Дмитрия Королёва, Светлану Дурнову, Оксану Степанову, Татьяну Турченкову.
За 105 лет существования Богословская школа дала путёвку в жизнь не одной сотне юношей и девушек, многие окончили вузы, военные училища, техникумы, нашли себя в творчестве, управлении, медицине, культуре, педагогике, торговле, науке, охране общественного порядка. Некоторые выпускники избрали путь меценатов — Виктор Лебедев, Татьяна Бойцова, Сергей Завьялов, Сергей Закатов, Ирина Рогаткина, Александр Иванов, Гавриил Корсаков и Евгений Богданов выделяют средства на ремонт родной школы, приобретение учебников и необходимого оборудования, новогодних подарков для учащихся. Спонсорскую помощь не раз оказывали также пестовские предприниматели Юлия Рогаткина, Виктор Ньорба, Наталья и Юрий Киреевы.»

## Здравоохранение
На территории муниципального образования действуют три фельдшерско-акушерских пункта: в Богослово, Брякуново и деревне Абросово.

## Объекты культурного наследия и достопримечательности

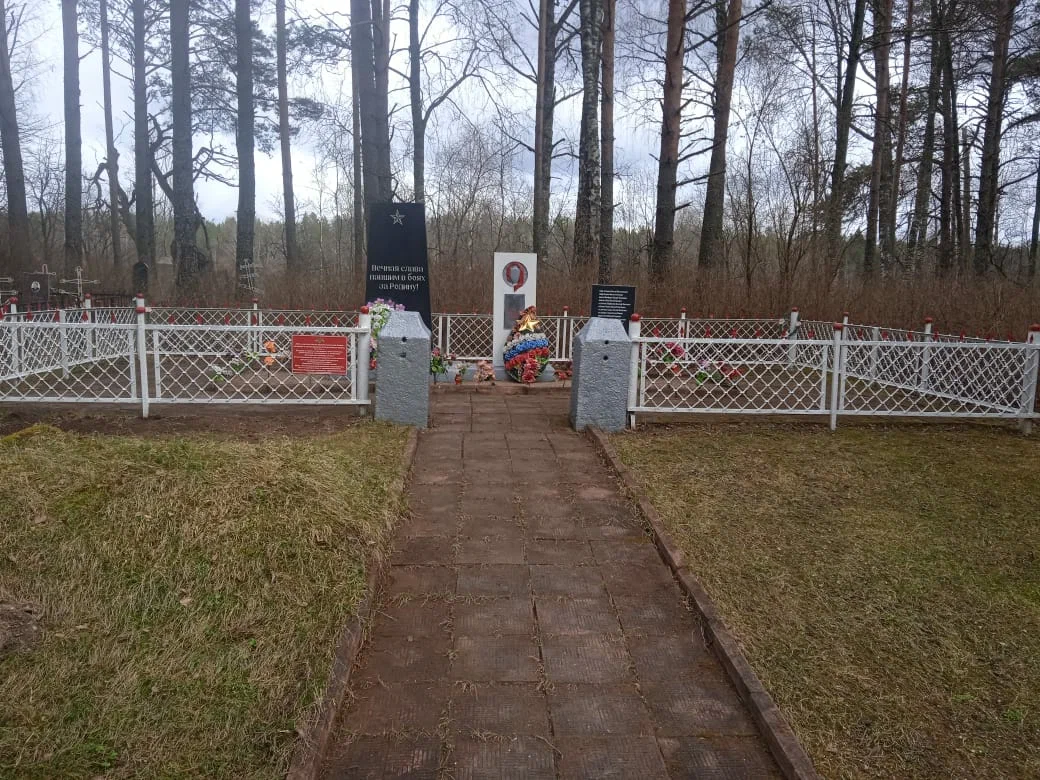
Кладбище советских воинов в д. Климовщина

- Усадьба Ушакова (Дом усадебный и парк), в деревне Климовщина;
- Здание школы им. Некрасова в деревне Богослово, в которой учился уроженец деревни Осипово — Герой Советского Союза Д. Ф. Некрасов;
- Кладбище Советских воинов 1941—1945 гг. в деревне Климовщина;
- 5 - обелисков воинам погибшим в годы ВО войны (д. Богослово, д. Брякуново, ст. Абросово, д. Горбухино, д. Заречье)

### Русская православная церковь

#### Церковь Рождества Богородицы в деревне Кирва (Новгородское Епархиальное управление).

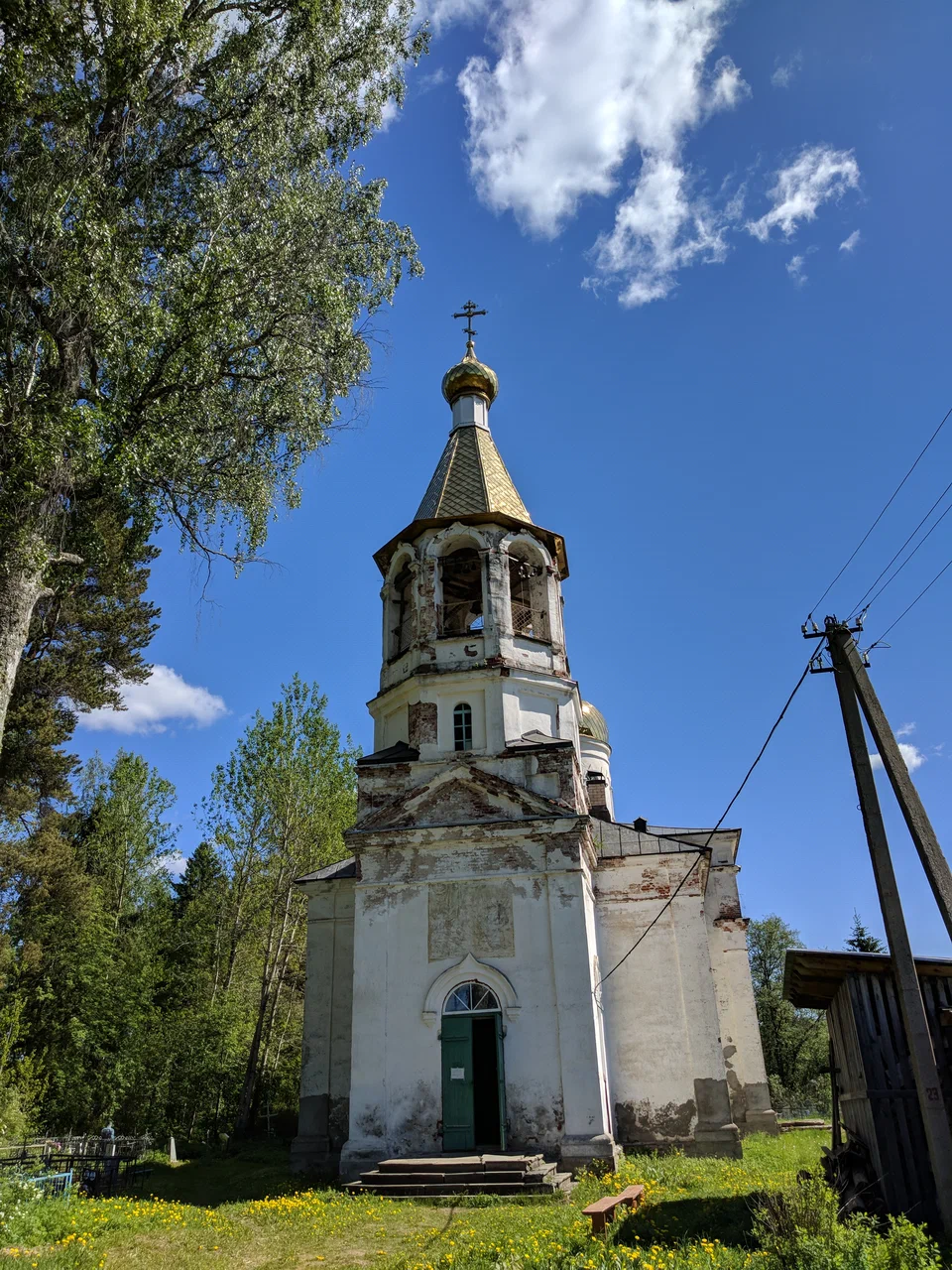
Церковь д. Кирва

Построена в 1854 году. Расположена на берегу небольшой речки Кирва, которая впадает в р. Молога.
До построения каменного храма в Кирво-Богородицком погосте стояли две деревянные церкви: Рождества Пресвятыя Богородицы с приделами Святой Живоначальной Троицы и Святых Бессребренников Козьмы и Дамиана 1705 (по другим источникам 1763 года постройки) и вторая - Святаго Апостола Филиппа, освященная в 1693 и перестроенная в 1714 г., когда по-видимому была пристроена колокольня.
До закрытия храма в 30-х годах прошлого столетия, в нем хранилось Евангелие, напечатанное при патриархе Иосифе в лето 1644г. Со следующей надписью: «положил сию книгу Евангелие Рождества Пресвятой Богородицы Кировския пустыни строитель черный поп Иустин в дом Пресвятой Богородицы на Кирову….».
17 мая 1940 года Пестовский райсовет решает закрыть оставшиеся церкви, в том числе и Кирвскую. В храме устроили зерносортировочный и ссыпной пункт и это, наверное, спасло его от полного разрушения, постигшего большинство храмов района. Каменную ограду с воротами, украшенными херувимами, увезли во время войны на строительство тылового аэродрома.
Серьёзная угроза над зданием нависла в 1960 году. когда Исполком Новгородского Облсовета обязал правление колхоза «УРОЖАЙ» переоборудовать под склад здание бывшей церкви, принадлежащее колхозу, с полным изменением его внешнего вида. Но Бог миловал.
После распада СССР при поддержке Пестовского Лесокомбината удалось выполнить первоочередной ремонт церкви и приходского дома. Летом 1993 Белозеров Николай организовал жителей деревень Паньково, Барыгино, Варахино, Абросово, Сорокино на расчистку храма. Бульдозерист Остряков Николай Васильевич вывозил мусор. Для погрузки мусора использовали погрузчик, на котором работал Червонцев Виктор Александрович. Дружинин П.Ф., Фадеев И.З., Шорохов А. М. и другие механизаторы отделения Гора при Лесокомбинате демонтировали и вывозили различную складскую технику и оборудование. В наведении чистоты в храме приняли участие Березкина А., Белозерова О.В, Охонская М. П., Шорохова М.В., Орлова Вера, Чистякова Е.М. И 21.09.1993 года в храме состоялось первое, после длительного запустения, Богослужение , которое совершил иерей о. Михаил (Соколов настоятель храма Покрова Богородицы на Мологе в г. Пестово). Летом 1994, приглашенные приходским советом студенты Санкт-Петербургской Духовной Семинарии, проводили катехизаторские беседы, показывали в сельских клубах видеофильмы о Православной Церкви. Летом 1995 года в Осипово, а в 1996 в Кирве работала воскресная школа для детей.

##### Реставрация
С 2006 года началось активное восстановление храма.

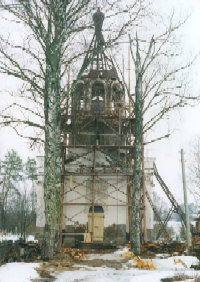
Церковь д.Кирва до реставрации

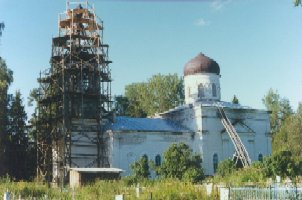
Церковь д.Кирва во время реставрации

Восстановлением фресок и росписей храма занимались реставраторы из г. Санкт-Петербурга Зверев Владимир Тихонович, Михалин Виктор Михайлович, Гавриленко Марина Константиновна, Владимир Никифоров , Грауберг Ольга. В 2006-2007 год летний и зимний храмы оборудованы системой отопления. В этот период началась реставрация зимнего храма, установка солии в летнем и зимнем храме, осуществлялся монтаж освещения и установка паникадил. Начались работы по замене кровли крыши. Установлены оконные стеклопакеты.
В 2008-2009 году продолжались художественно - реставрационные работы храма. Были установлены иконостасы придела пр. муч. Георгия Победоносца, главного придела Рождества Богородицы и придела Святой Троицы . В эти же годы были смонтированы и установлены купола храма и колокольни, освещены и установлены на них новые кресты.
в 2010 году была совершена кража икон из церкви. Преступник забрался по строительным лесам в окно церкви Рождества Пресвятой Богородицы и похитил пять икон, три из которых представляют историческую ценность, а две изготовлены в наше время.
В 2010-2012 года продолжались работы по внутреннему благоустройству и росписи храма. Фирма «ЮМП-КЮММЕНЕ» г. Пестово оказали благотворительную помощь в виде поставки материала для замены пола в главном храма. Выполнены работы по укладке ламината в зимнем храме жителями Кирвы Иваньковым Виктором и Иваньковым Виталием. К празднику Рождества Богородицы 2011 года установлены новые межхрамовые двери. В феврале 2011 года выполнены работы по монтажу новой отопительной системы в зимнем храме. В благоустройстве территории при храме участие принимали жители г.Пестово. В 2012 году к празднику Рождества Пресвятой Богородицы предприниматель Закатов С.А. изготовил мебель для храма.
11 октября 2012 года прошло освещение главного придела храма Рождества Пресвятой Богородицы.

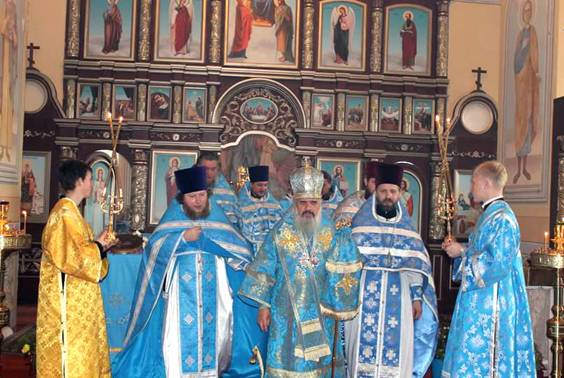
Освещение храма в д. Кирва 11.10. 2012 года
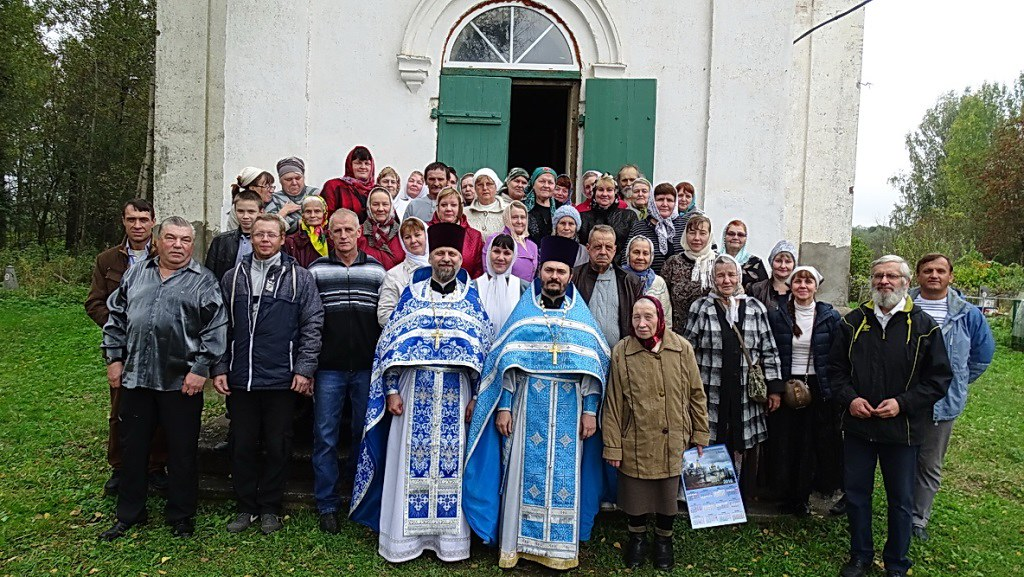
Божественная литургия д. Кирва в 2017 году
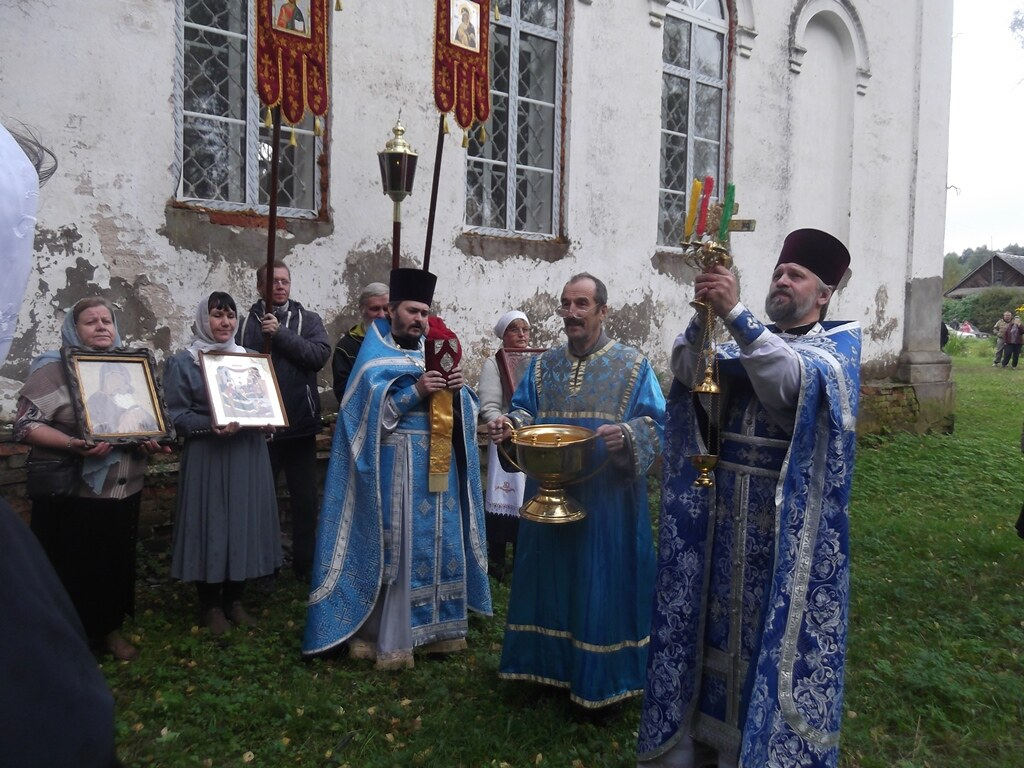
Божественная литургия д. Кирва в 2017 году
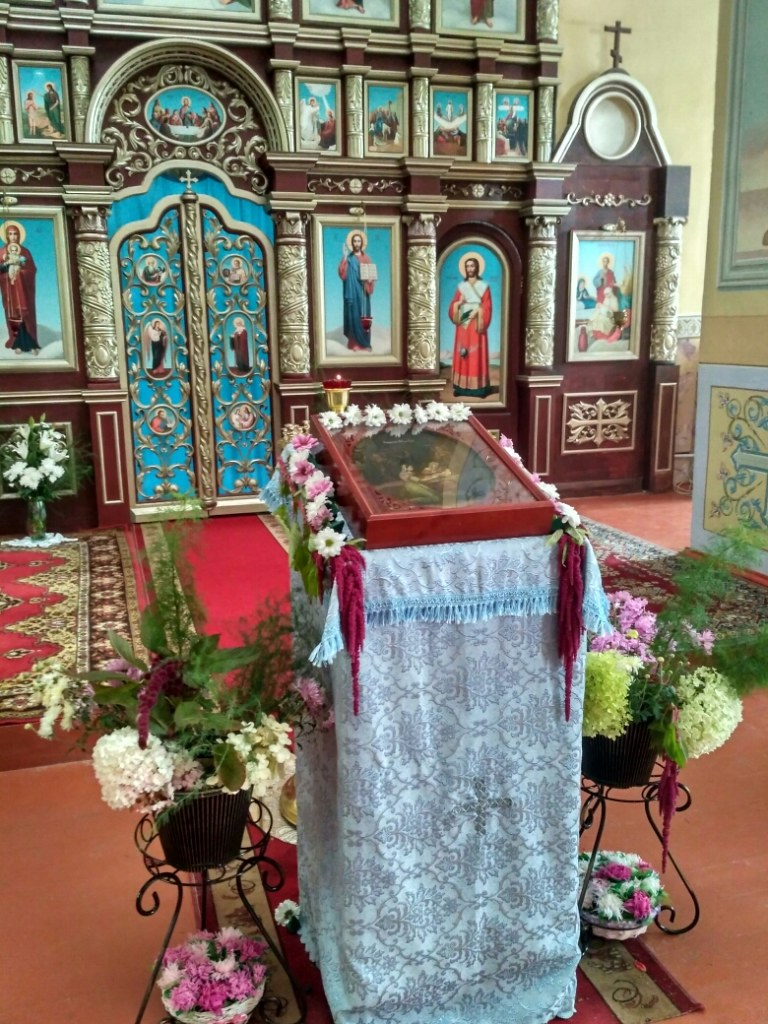
Церковь в д. Кирва
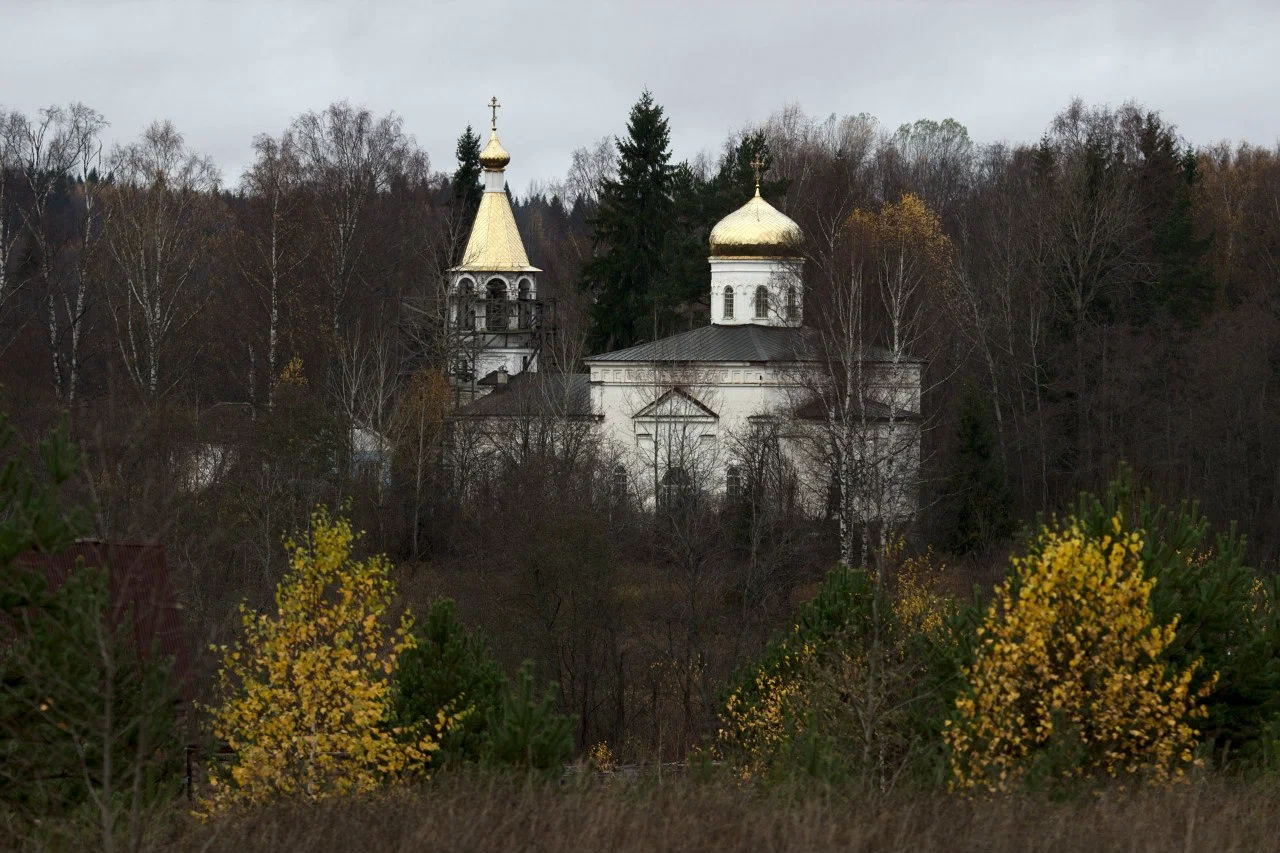
Вид на церковь

#### Церковь в деревне Богослово (Новгородское Епархиальное управление).

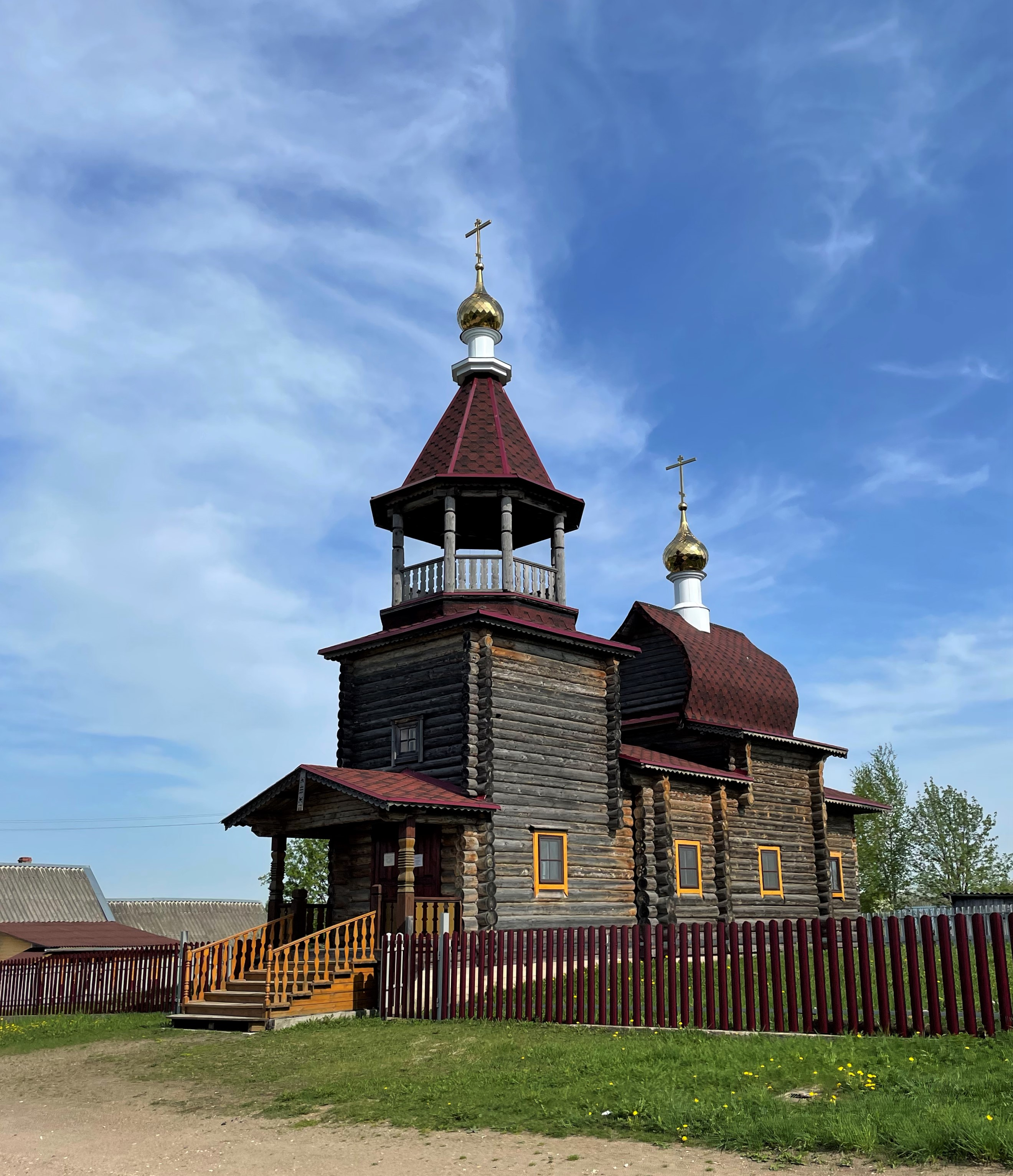
Богословская церковь в настоящее время

На месте сегодняшней церкви в деревне Богослово раньше стояла часовня, приписанная к храму Николая Чудотворца села Климовщина. Её наличие впервые упоминается в церковных ведомостях 1842 года. По данным 1910 года, часовня была утрачена по неизвестным причинам. Однако, к 1916 году её отстроили вновь. В начале 1930-х годов часовня была разобрана, и на её месте выстроено здание правления колхоза «Комсомольская правда», которое, в свою очередь, в начале 1970-х годов разобрали из-за ветхости.

##### Строительство
22 ноября 2007 года в деревне Богослово Пестовского района по благословению архиепископа Новгородского и Старорусского Льва была совершена закладка деревянного храма в честь святого апостола и евангелиста Иоанна Богослова. Чин закладки совершил благочинный Хвойнинского округа протоиерей Михаил Ложков. Строительство церкви было завершено весной 2008 года. Все работы, связанные со строительством, благоукрашением, приобретением необходимой церковной утвари были произведены на средства генерального директора национальной инновационной компании «Новые энергетические проекты» Кузыка Бориса Николаевича. 20 сентября 2008 года состоялось освящение церкви. Чин освящения совершил благочинный Хвойнинского округа протоиерей Михаил Ложков в сослужении настоятеля Покровского храма (г. Пестово) иерея Михаила Соколова, настоятеля храма Святой Троицы (с. Охона) иерея Александра Ефимова и настоятеля освящаемого храма иерея Алексия Соколова. В 2010 году к церкви пристроена колокольня. В 2020 году был установлен золотой купол. Храм открыт для посещения ежедневно с 11.00 до 12.30. Расписание богослужений на текущий месяц можно узнать на свечном ящике, в газете «Пестовский благовест» или в группе вк. Настоятель храма — священник Глеб Пшанский.

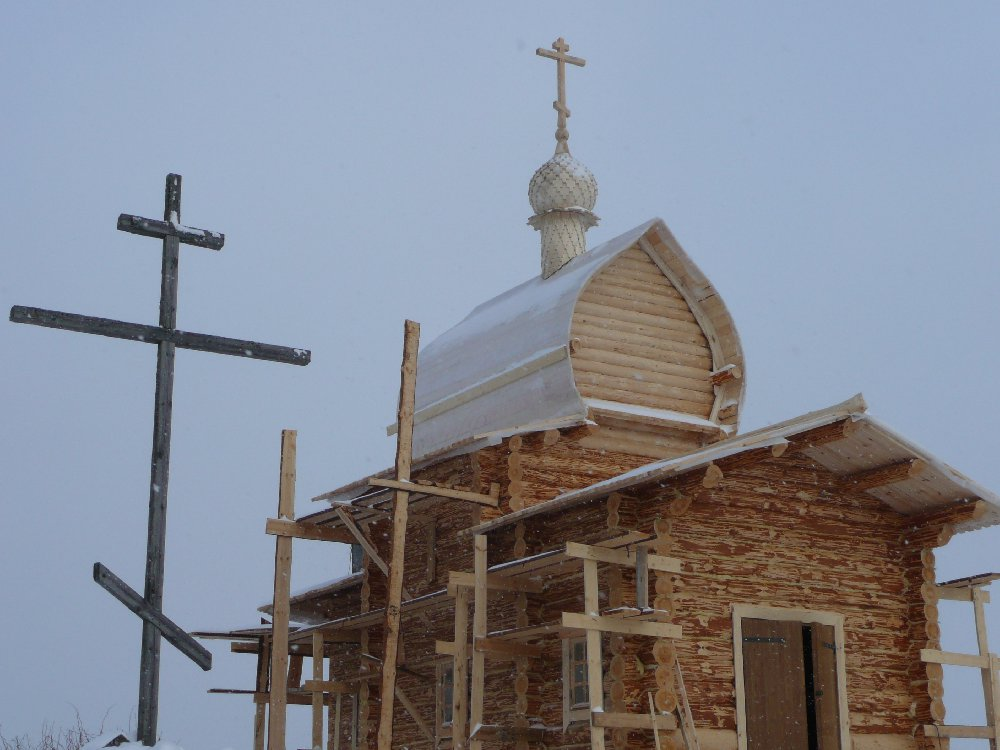
Строительство церкви в д. Богослово
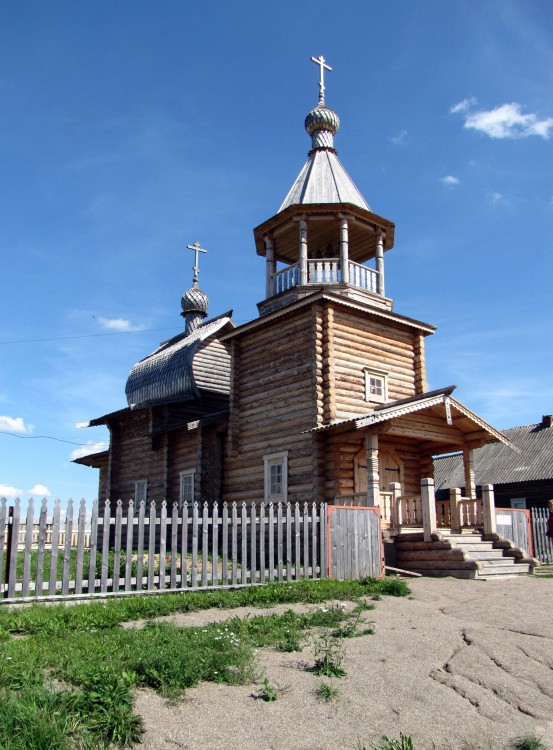
Церковь в 2010 году
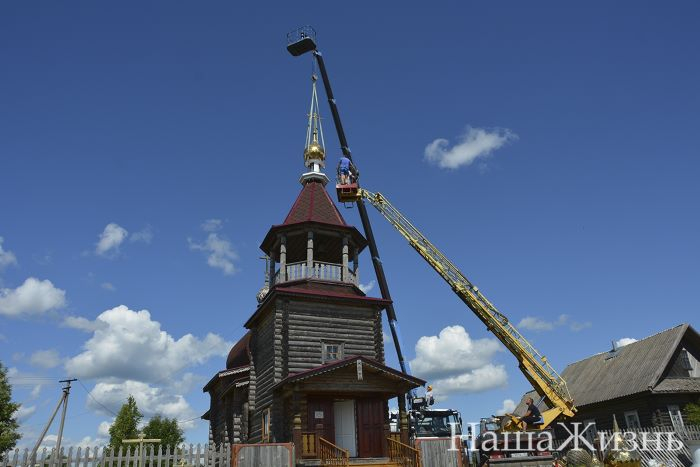
Установка золотого купола летом 2020 года
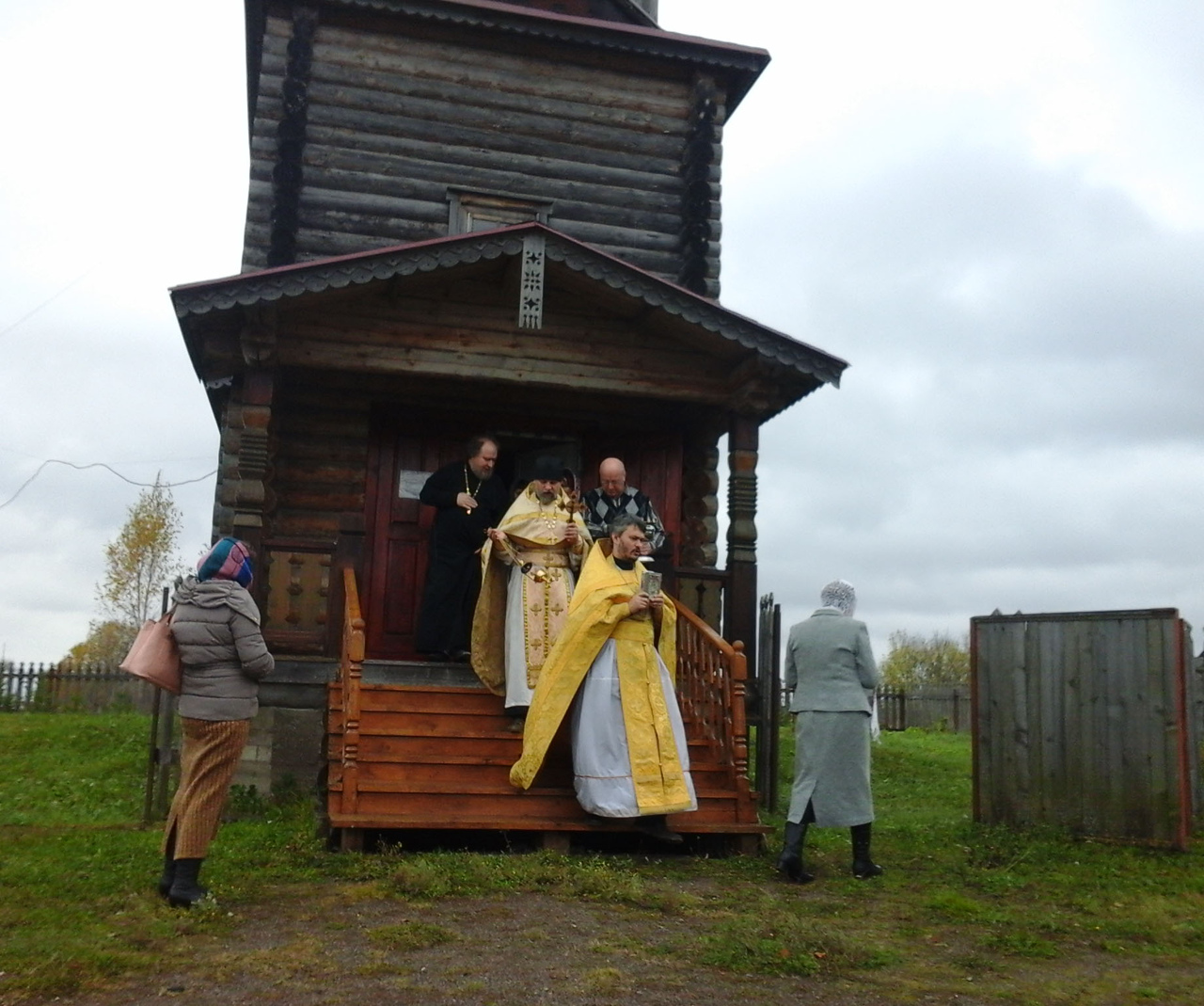
Престольный праздник храма в честь апостола и евангелиста Иоанна Богослова
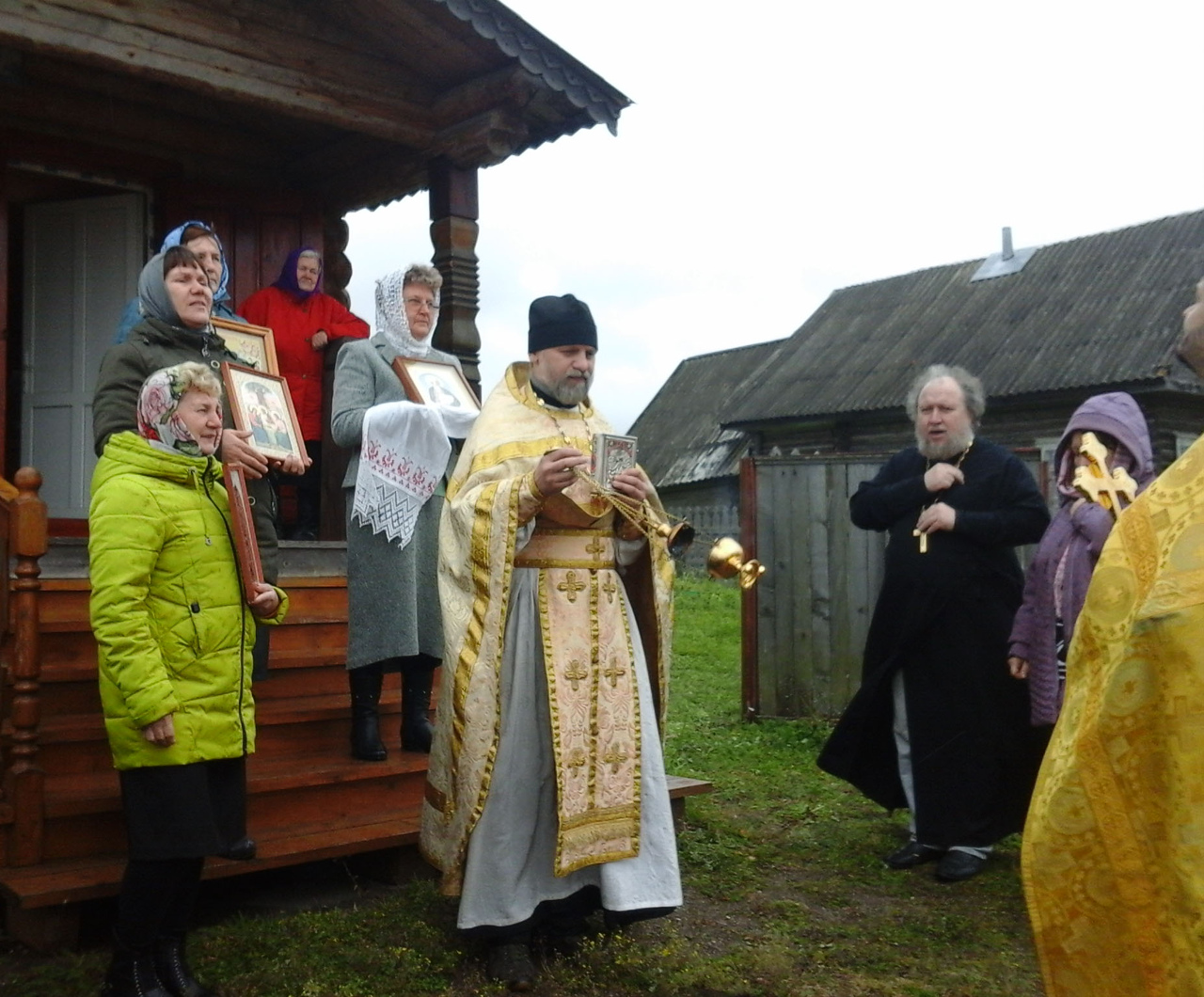
Престольный праздник храма в честь апостола и евангелиста Иоанна Богослова
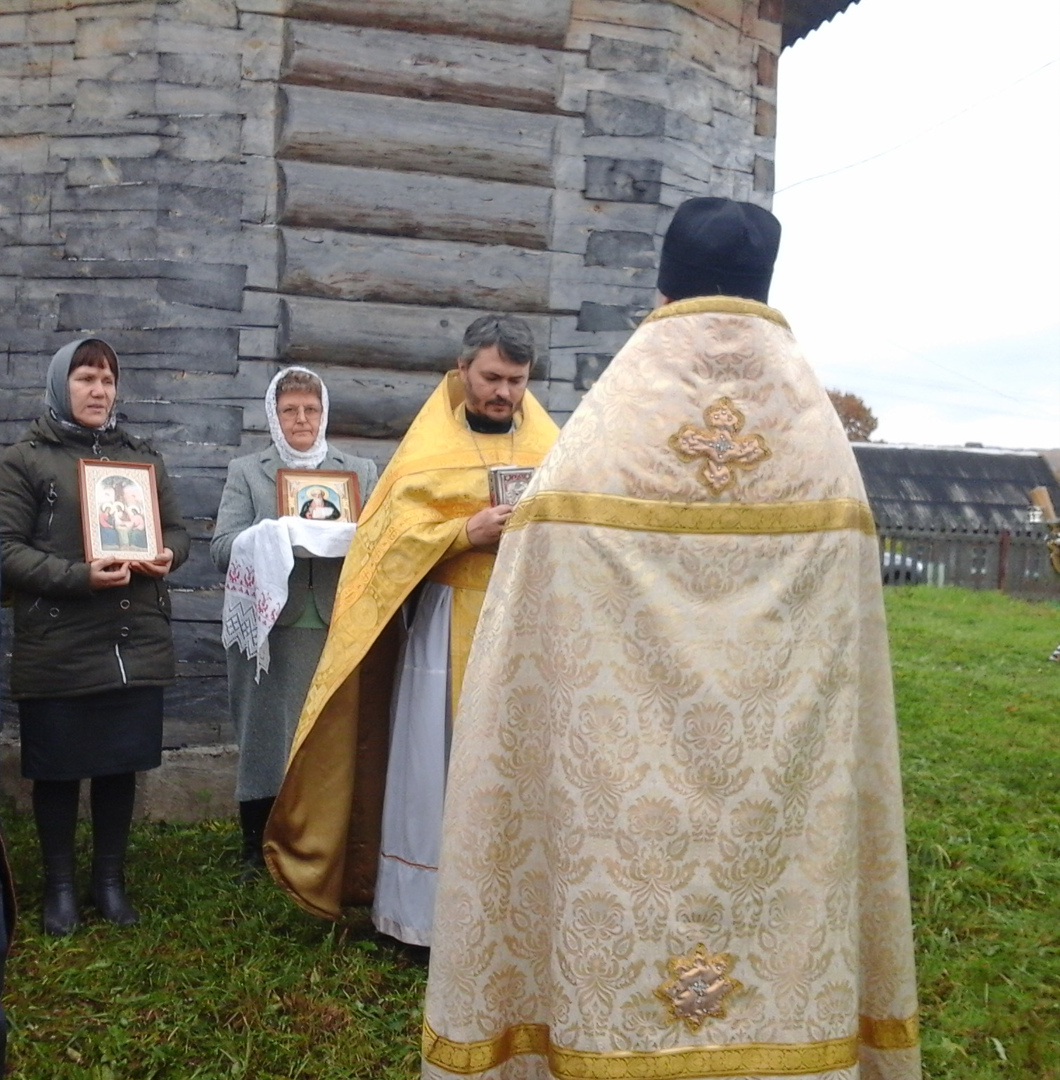
Престольный праздник храма в честь апостола и евангелиста Иоанна Богослова

### Усадебный дом Ушаковых в Климовщине

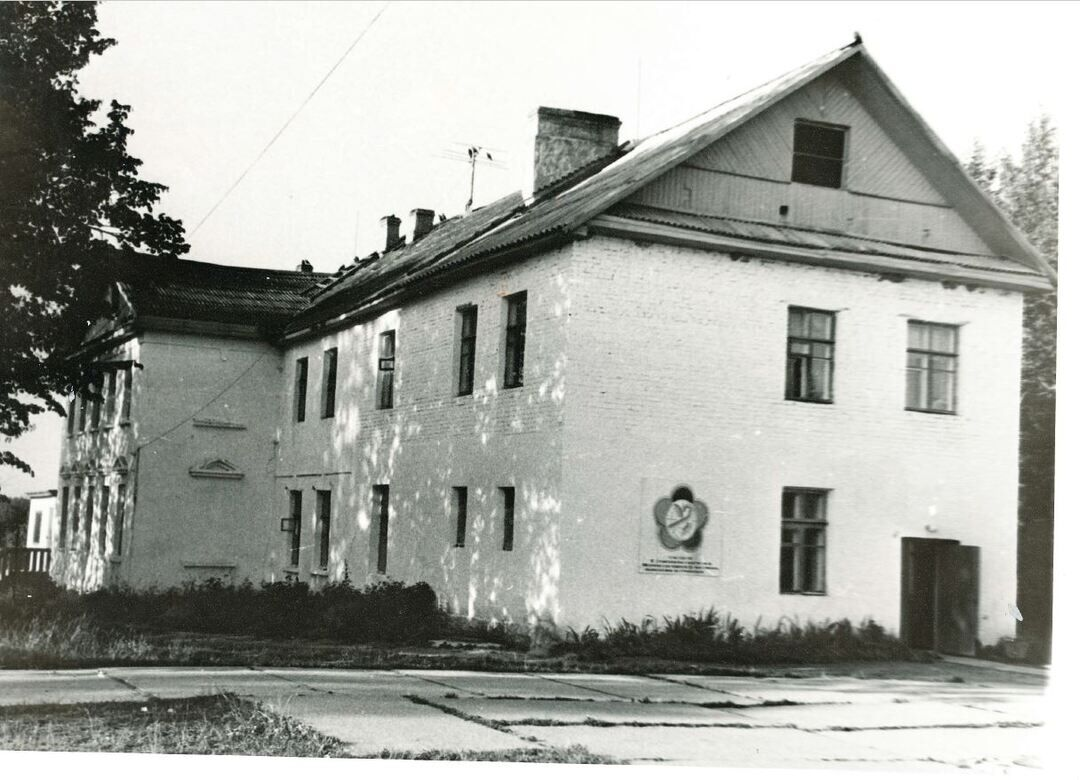
Усадьба Ушаковых в Климовщине

Самым большим количеством земель в Богословском крае владел довольно известный род – род дворян Ушаковых, усадьба которых с парком в деревне Климовщина сохранились до наших дней и сегодня является единственной дворянской усадьбой в Пестовском районе. Точная дата её постройки на сегодняшний день не установлена, есть предположение, что фундамент был заложен в конце XVIII столетия, а побывавшая здесь в июне 1980 года экспедиция Новгородской реставрационной мастерской и государственного объединённого музея-заповедника, охарактеризовала её как каменный дом, построенный в традициях позднего классицизма в первой половине XIX века.
Род Ушаковых восходит к касожскому князю Редеде (Редеге), который был убит в 1022 году князем Мстиславом Владимировичем Храбрым в поединке, а своих дочерей поженил на сыновьях Редеди. От него ведут своё происхождение и другие известные дворянские фамилии, такие как Глебовы, Сорокоумовы, Кропоткины, Лопухины, Лаптевы, Лупандины. Все его потомки носят название Редедичи.
Правнук Михаила Юрьевича Сорокоума - Глеб (Павел) Григорьевич носил прозвище Ушак, от которого и пошли Ушаковы. Следует отметить тот факт, что род Ушаковых является довольно разветвлённым. Его представители владели землей в Новгородской, Тверской, Псковской, Ярославской, Московской, Курской губерниях. В настоящее время все Ушаковы традиционно сводятся к потомкам Юрия Яковлевича Ушакова, он был в 1506 году воеводой в Мещовске и имел 9 сыновей: Михаила, Фёдора, Степана (Немира), Лаврентия, Никона, Ивана (Суморока), Савву, Павла, Андрея (Рудака). Потомки этих сыновей владели большим количеством земли бывшей Новгородской республики, в том числе и деревней Климовщина. C XVII по XIX век поместья Ушаковых располагались в волостях и погостах Устюженского уезда: Кировском, Лукинском, Бельском, Избоищском, Мегринском.
Многие Ушаковы служили боярами, опричниками, стольниками, стряпчими, они достигли высоких чинов по службе, чем и прославились. В XVII веке Василий Васильевич Ушаков был дьяком. Его сын - Иван Васильевич Ушаков был стольником царевича Петра. Он получил за Троицкий поход имение в Коломенском уезде Московской губернии. Широко известны имена начальника тайной канцелярии графа Андрея Ивановича Ушакова, генерал-губернатора Санкт-Петербурга Степана Фёдоровича Ушакова, адмирала Фёдора Фёдоровича Ушакова.
Точные родственные связи, полная родословная и происхождение Ушаковых из Климовщины пока не установлены, однако по документам Российского Государственного Архива Древних Актов представляется возможным проследить владельцев Климовщины в числе потомков шестого сына Ивана Юрьевича Ушакова, прозванного Суморок.
В синодике Синозерской пустыни 1605-1606 годов упоминается «род с Кирвы Никона Фёдоровича Ушакова», однако связь его с остальными Ушаковыми из нашего края пока не установлена.

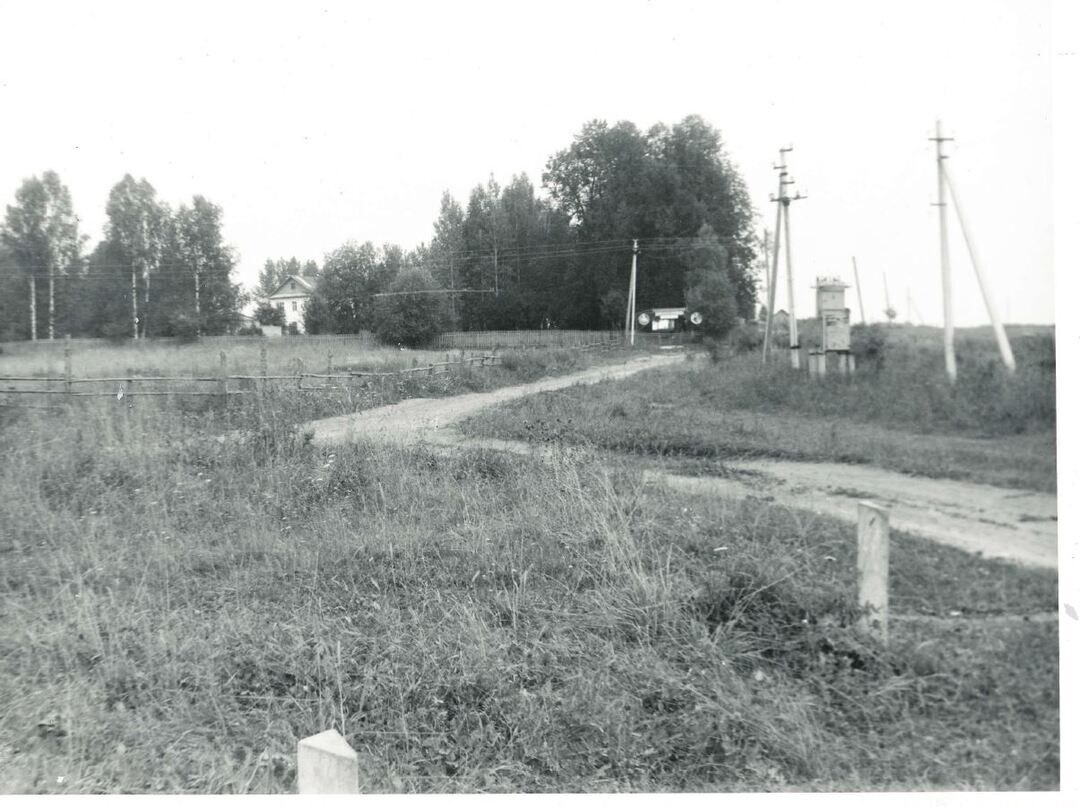
Территория около усадьбы, исторический снимок

В конце XVIII века Ушаковы являются основными владельцами земель в Климовском, Лукинском и Кировском погостах Устюженского уезда (современный Пестовский район). Они владеют половиной села Климовщина, деревнями Подлипье, Еськино, Одинцово, Варахино, Паньково и частью крестьян в деревнях Барыгино и Токарёво. Усадьбы их находились в Климовщине и Горе. Село Климовщина было поделено между представителями рода Ушаковых следующим образом:
надворный советник Абрам Иванович Ушаков (новгородский прокурор) имел 5 дворов и мельницу на реке Белой; майор С. Е. Ушаков – два двора; сержант Ф. И. Ушаков – один двор. Господский дом находился во владении помещицы прапорщицы Аграфены Петровны Ушаковой. Ей же принадлежало и большое количество земли по рекам Белой и Кирве. Усадьбой Горка в селе Гора и деревнями Варахино и Одинцово владеют Василий и Анна Ушаковы.
В начале XIX века (1814-1820 гг.) в приходе Климовской Никольской церкви появляется Аполлон Степанович Ушаков, коллежский советник, за которым во всём Устюженском уезде числится 397 душ крестьян, причём основное количество их (больше 100 человек) живёт в округе Климовщины.
Аполлон Степанович Ушаков, по всей видимости, приехал сюда из Москвы, где жил ранее, он был участником войны 1812 года. На сегодня известно, что у него было трое сыновей: старший Василий, Аполлон и младший Николай.
Василий Аполлонович Ушаков – воспитывался в Пажеском корпусе, служил в гвардейском Литовском полку, был ранен под Бородино, участвовал в зарубежных походах 1813-1814 года. В 1815 году он был посвящен в масонство ложи «Святого Иоанна Иерусалимского» в Нанси, членами которой был многие русские офицеры. В 1819 году вышел в отставку и поселился в Москве. Он был дальним родственником и приятелем Александра Грибоедова. Его литературная деятельность началась с середины 1820-х годов статьями разного содержания, иногда заимствованными из иностранной литературы. В итоге он стал известным писателем-беллетристом.
Аполлон Аполлонович Ушаков также выбрал военную карьеру. И хотя она была не такая героическая, как у старшего брата, закончил её в чине генерал-майора. Он жил в Санкт-Петербурге и женился на Эмилии Карловне фон Тролле. У них было три дочери: Эмилия, Елизавета и Мария. Супруга его скоропостижно скончалась 1 июля 1831 года в возрасте 24 лет во время эпидемии холеры и похоронена была на холерном кладбище на Выборгской стороне. Рядом с ней был положен Аполлон Аполлонович, умерший 3 февраля 1848 года. Он оставил дочерям имения в Симбирской губернии, по 100 душ каждой.
Имения Аполлона Степановича Ушакова в Устюженском уезде унаследовал его младший сын Николай Аполлонович. В 1837 году ему принадлежали в Устюженском уезде усадьбы Климовщина, Гора, Михайловское, Романьково и крестьяне в деревнях Еськино, Заколоденье, Токарёво, Подлипье, Остров, Паньково, а также в следующих населённых пунктах: Шалочь (Вершино), Шалохочь, Орёл (Зуево), Понизовье, Сысоево, Кузьминское, Исаково, Дементьево, Кормовесово, Кононово, Горбачёво, Конюхово, Гавково, Самойлово, Занино и деревня Иванова Горка Боровичского уезда.
Николая Аполлоновича Ушакова упоминали как человека интересующегося поэзией, посещающего литературные вечера в столице. Он также как и брат был членом масонской ложи. Его женой стала дворянка соседнего Боровичского уезда - Евгения Фёдоровна Татаринова, дочь майора Фёдора Александровича Татаринова. Она получила от отца в наследство усадьбу Михеево и деревни Пудово и Чупрово в приходе церкви Устрецкого Троицкого погоста (ныне в Мошенском районе Новгородской области, где и были сосредоточены имения рода Татариновых).
С начала 1830-х годов в приходе церкви Николая Чудотворца в Климовщине появляется сельцо Евгеньево, которое очевидно и было названо в честь любимой жены Николая Аполлоновича. По воспоминаниям местных крестьян в прихожей усадьбы «от полу до потолка» висел портрет какой-то женщины, перед которым каждый входящий должен был кланяться, дабы заполучить себе доброе расположение хозяина, а на тех, кто этого не делал, барин сердился. Может быть, это и был портрет Евгении Фёдоровны.
Николай Ушаков служил в чине штабс-капитана и уже в 1840-х годах ушёл в отставку. В это время он является одним из крупных землевладельцев Устюженского уезда и в 1845-47 годах его избирают на должность уездного предводителя дворянства. В 1857 году жена Ушакова - Евгения Фёдоровна приобретает у Якова Александровича Батюшкова большую часть деревни Богослово, и этот край к деревне Высоково был назван Ушаковским. В апреле 1869 года, переводя крестьян на выкуп, Евгения Федоровна просит в письме свою дочь Софью Николаевну Родичеву получить за неё выкупную ссуду в Петербурге. Евгении Фёдоровне же в то время принадлежала и мельница на реке Белой у деревни Богослово.
В 1860 году в вотчинном владении Николая Ушакова находятся усадьба, мельница, половина села Климовщина, половина села Гора и деревни Подлипье, Еськино, Опалёво, Заколоденье, Паньково и Остров. Итого – 58 дворов и 144 крестьянина мужского полу, а также 6737 десятин земли. Его крестьяне платят 20 рублей оброка с одного тягла (семьи) и отбывают 10 барщинных дней.

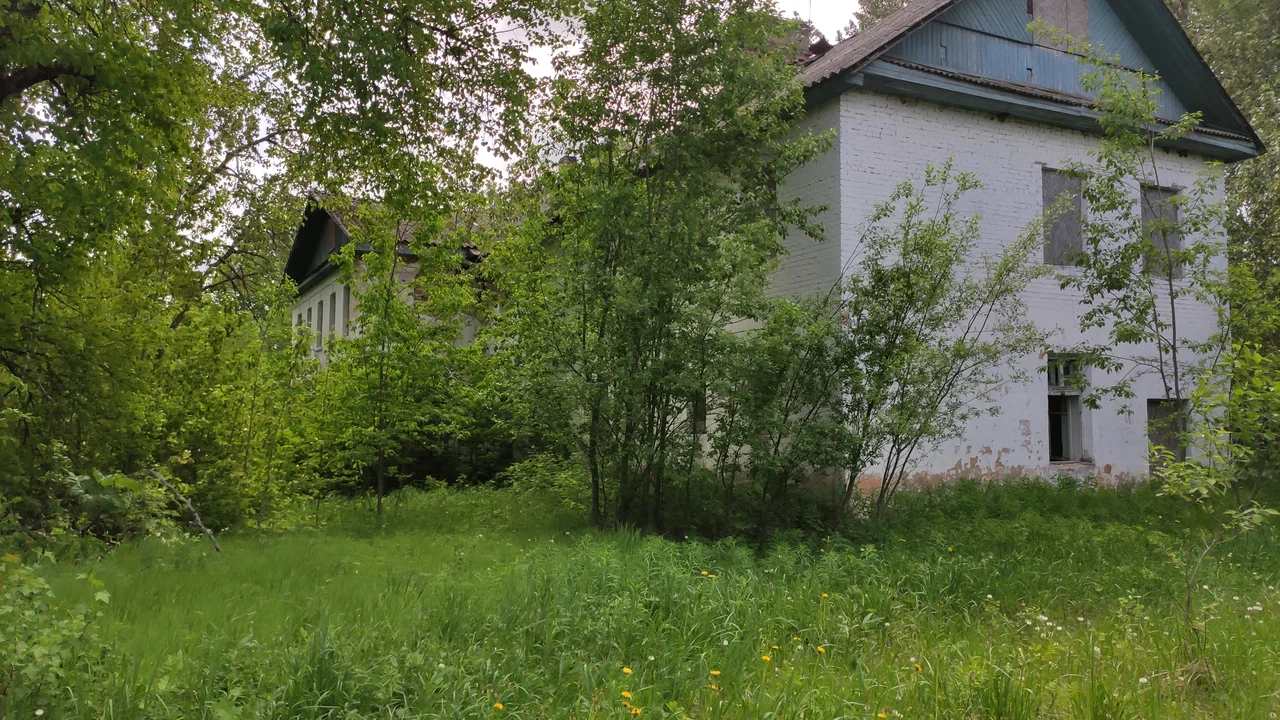
Усадьба Ушакова в Климовщине в настоящее время

В декабре 1862 года после смерти Николая Аполлоновича Ушакова в наследное владение деревней Климовщина при свидетелях в уездном городе Устюжна вводится его сын Николай. Он в 1864 году перевёл своих крестьян Климовского сельского общества на выкуп земли, причём выкупная сумма составила 15600 рублей, а уставные грамоты между помещиком и крестьянами подписаны мировым посредником И. А. Макшеевым.
Губернский секретарь Николай Николаевич Ушаков и сам упоминается в должности мирового посредника 3-го земского участка, в обязанности которого входило следующее:
- общественное управление крестьянами в связи с реформой 1861 года (первоначальное образование и открытие волостей и сельских обществ, утверждение волостных старшин, изменения в составе обществ и волостей и надзор за органами крестьянского самоуправления);
- установление поземельных отношений между крестьянами и помещиками (составление уставных грамот, определение надела и повинностей крестьян, отвод угодий, перенос усадеб, обмен земель, установление добровольного согласия между помещиками и крестьянами, разбор всех исков и жалоб;
Должность мирового посредника введена в 1859 году, на неё из уездных списков кандидатов назначались губернатором потомственные дворяне уезда.
С участием помещика Ушакова в 1861 году на землях трёх погостов и была образована Кирво-Климовская волость с центром в селе Сорокино.

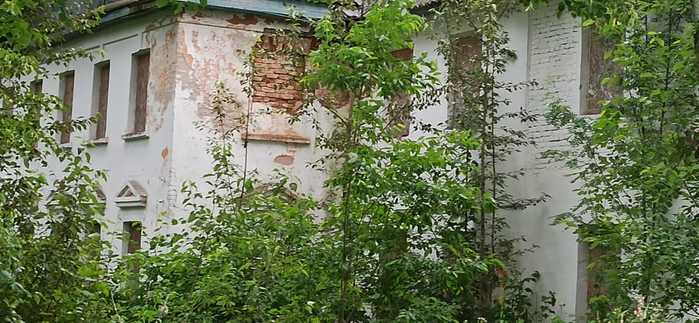
Усадьба Ушакова в Климовщине в настоящее время

По воспоминаниям потомков жителей деревень вокруг Климовщины, Ушаков собирал крестьян в усадьбе и давал им фамилии (например, Закатовы), а вместе с фамилией и земельный участок для обработки.
Николай Николаевич Ушаков дослужился до чина титулярного советника, проживал с семьёй в Климовщине до начала 1890-х гг., а впоследствии продал имение купцу Игумнову, после чего Ушаковы покинули родовое владение. В настоящее время ведётся исследование о дальнейшей судьбе этой дворянской семьи.
После отъезда Ушаковых владельцем усадьбы упоминается московский мещанин Фёдор Егорович Шахобалов. В сентябре 1902 года он продал усадьбу вместе с хозяйством семьям крестьян Перской волости Устюженского уезда Плетнёвым, Утёнковым, Чуракиным, Серебряковым, Шороховым, образовавшим в Климовщине товарищество. Усадебный дом Ушаковых принял в свои стены пять крестьянских семей. Это были крепкие хозяева. Они сами трудились в хозяйстве, работали много и тяжело, чтобы рассчитаться с кредитом, взятым на покупку земель и усадебного дома в крестьянском банке. К 1917 году их долг ещё не был уплачен. В конце 20-х годов крестьянские семьи товарищества были лишены собственности и пережили жесткие репрессии. Дом стал собственностью государства.
После революции в усадьбе располагался детский дом, а значительно позднее в ней был организован пионерский лагерь.

## Интересные факты

### Стараниями пестовских краеведов после долгого забвения восстановлена дворянская усыпальница

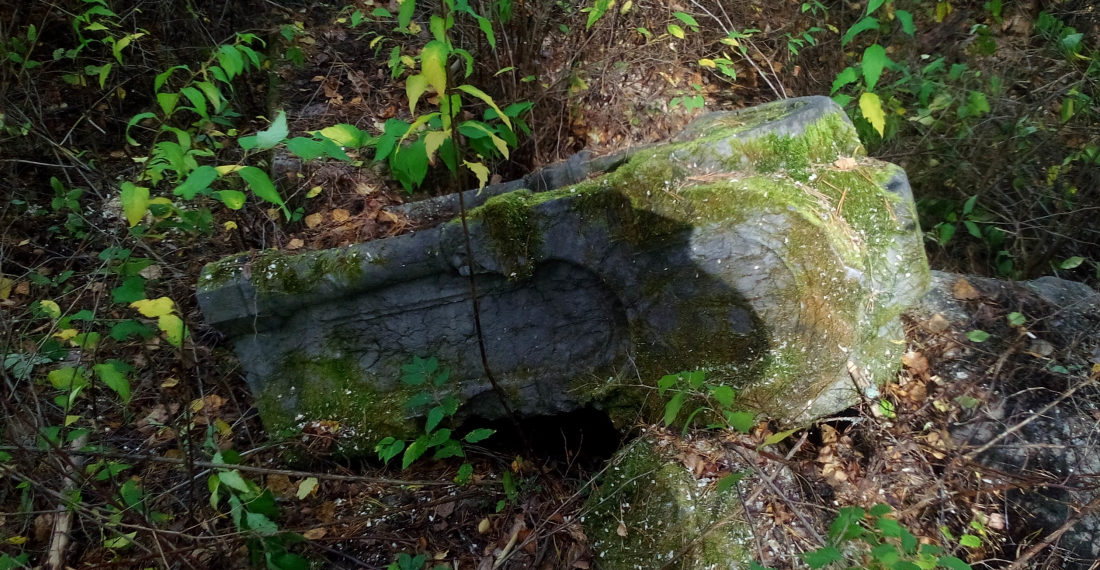
Усыпальница до восстановления

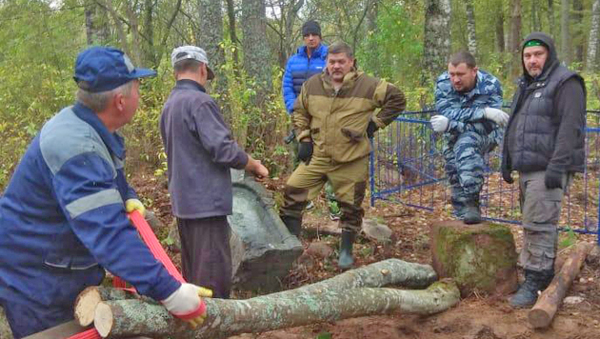

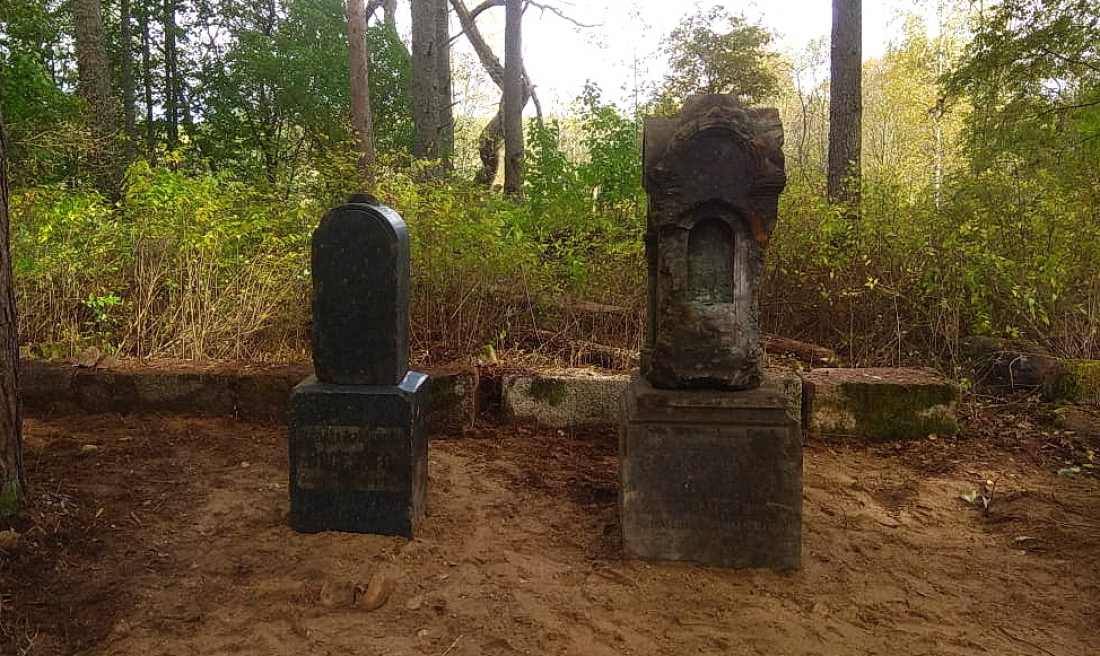
Усыпальница после восстановления

Пестовские краеведы привели в порядок фамильную усыпальницу древнего дворянского рода Веселаго, находящуюся на сельском кладбище близ деревни Климовщина. До сравнительно недавнего времени обнаружить её было затруднительно — старинная часть погоста густо заросла лесом, к уничтожению надгробных памятников приложили руку воинствующие атеисты, красные активисты и прочие вандалы. Попытка навести порядок впервые была предпринята в 2016 году — тогда волонтёры извлекли из земли разрушенные каменные надгробия, расчистили гранитное основание ограды, спилили деревья и вырезали кустарник. Дело оставалось за малым — подсыпать, выровнять площадку и установить лежащие надгробия. Но до этого дело не дошло — сказалось отсутствие сил, средств, а главное — времени.
Всё изменилось недавно — в беседе с корреспондентом «53 новостей» директор Пестовского краеведческого музея Алексей Виноградов сообщил о том, что в Климовщине появились инициативные люди, которым было больно смотреть на происходящее. Они расчистили близлежащие сопки, начали наводить порядок и приглядывать за чудом сохранившимся усадебным домом Ушаковых, расставили указатели и щиты с информацией.
Собирались было привести в надлежащий вид некогда шикарную усадебную липовую аллею, но находка местных краеведов поменяла планы — на другом конце старинного кладбища, довольно далеко от склепа, был обнаружен ещё один могильный камень, имеющий отношение к роду Веселаго. Более того, поисковики извлекли из земли большой металлический крест XIX века, к сожалению, поломанный.
По просьбе инициативной группы настоятель храма Рождества Пресвятой Богородицы в Кирве иерей Глеб Пшанский отслужил на месте погребения рода Веселаго панихиду. Впервые за сто лет там прозвучали слова молитвы об упокоении «зде лежащих» православных христиан, прах которых неоднократно был потревожен революционно настроенными крестьянами и искателями сокровищ.
В 20-х числах сентября 2019 года история получила продолжение — на погост выехал новый краеведческий десант, который трудился весь световой день. По словам директора Пестовского краеведческого музея Алексея Виноградова, на сей раз волонтёры выровняли площадку над склепом Надежды Петровны и Надежды Герасимовны Веселаго, перетащили на законное место тяжёлые гранитные надгробия, раскиданные вандалами по округе. Видимо, безбожники хотели использовать их в качестве фундаментных блоков, да сил не хватило.
Далее — на надгробия поставили навершия-голгофы, освободили от мусора могилу младенца Марии Герасимовны Веселаго, скончавшейся, как свидетельствует надпись на старинном кресте, двух лет от роду, в 1835 году, — ещё при жизни Пушкина. Конечно, это надгробия далеко не всех представителей рода Веселаго, покоившихся когда-то в фамильном склепе. По воспоминаниям старожилов, гробов в склепе было не менее пяти.
Работы осталось немного: необходимо поднять гранитные столбы ограды, весящие около полутонны, — сделать это руками и нехитрыми инструментами не получилось. Нужна, как минимум, лебёдка. Тем не менее, уже можно констатировать: разбросанные красными богоборцами в 1918 году могильные камни спустя сто лет возвращены на место, неоднократно разорённые могилы восстановлены. Стало быть, прах большинства представителей славного дворянского рода Веселаго наконец-то обрёл долгожданный покой.

### На старинном кладбище в Климовщине найдено неизвестное захоронение

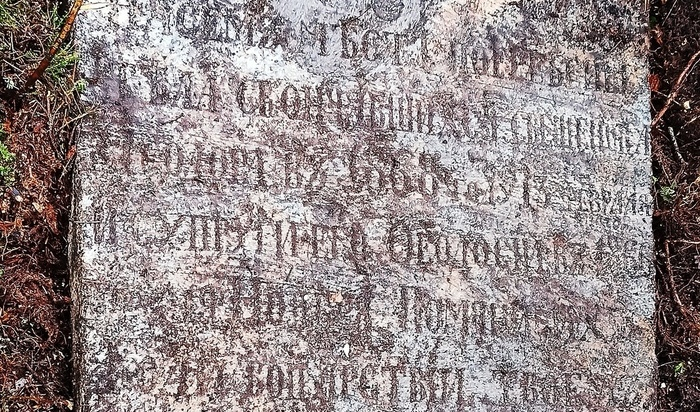
Найденное надгробие в Климовщине

Пестовские краеведы в 2020 году сделали интересное открытие. Об этом сообщила группа «ВКонтакте» местного краеведческого музея. В деревне Климовщина они посетили местное старинное кладбище. Обходя погребения и разрушенный фундамент церкви образа Богородицы «Взыскание погибших», они обнаружили покрытую мхом плиту. А когда почистили её, поняли, что это — надгробный камень. К счастью, на нём сохранилась надпись, которая гласила: «На сем месте погребены тела скончавшихся: священника Феодора в 1868 году 13 февраля и супруги его Феодосии 1866 года 19 ноября. Помяни их, Господи, во Царствии Твоем». Краеведы намерены заняться поисками сведений об этих людях. Возможно, им удастся открыть ещё одну неизвестную доселе страницу родного края.